# Polizeihubschrauber

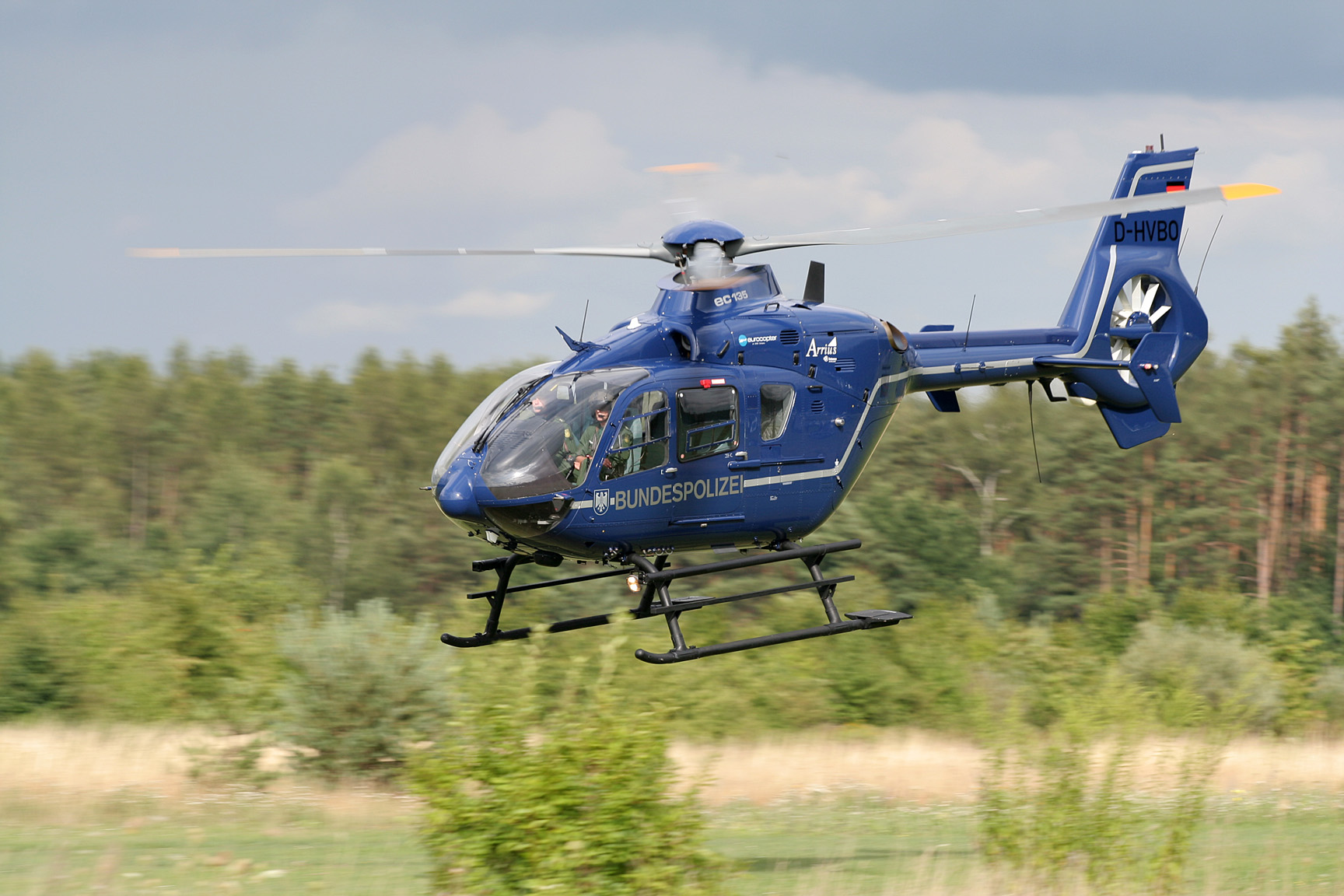
Ein Eurocopter EC 135 der deutschen Bundespolizei

Polizeihubschrauber sind Hubschrauber einer Polizei, die als Führungs- und Einsatzmittel genutzt werden. Sie bieten u. a. hohe Geschwindigkeit und Unabhängigkeit vom Zustand des Geländes. Außerdem kann man mit ihnen große Geländeflächen schnell nach Personen, Gegenständen oder Fahrzeugen absuchen.

## Einsatzprofile

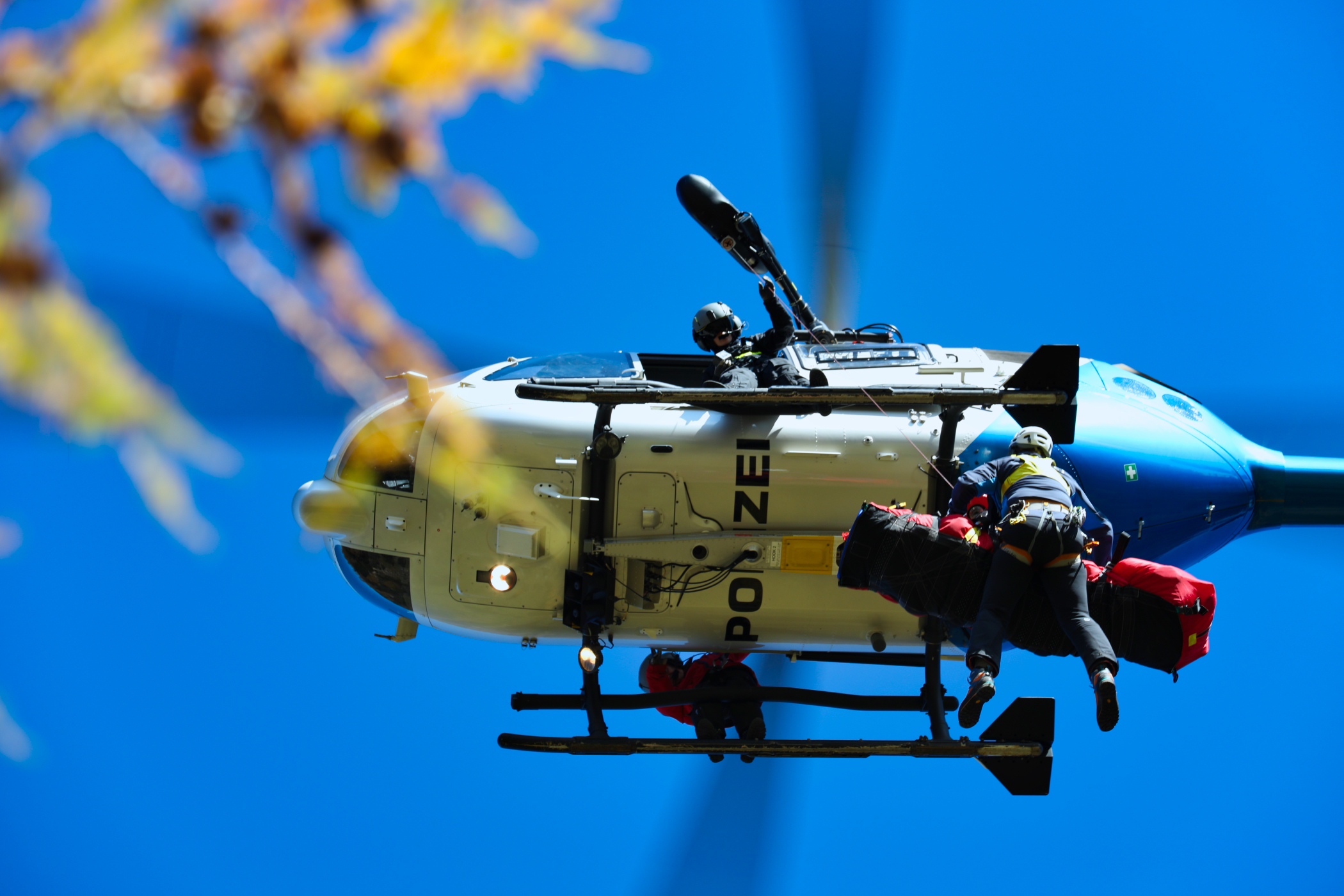
Ein Rettungseinsatz der Polizei Bayern

Polizeihubschrauber werden vor allem bei polizeilichen Einsätzen verwendet. Dies umfasst unter anderem:
- Lokalisierung von flüchtigen oder vermissten Personen beziehungsweise Fluchtfahrzeugen (mobile Lagen),
- Erfassung des Verkehrsgeschehens im Straßenverkehr, vor allem bei extrem stark frequentierten Autobahnen zur Hauptreisezeit,
- Lieferung von Beweismaterial durch Foto- und Videografie,
- Erfassung von Verbreitung bestimmter Substanzen oder Ereignissen im Umwelt- und Naturschutz (z. B. Gewässerverschmutzung, Waldbrände),
- Aufspüren von Ereignisorten wie beispielsweise eine Absturzstelle eines Flugzeuges,
- Rettung von Verunglückten im Gebirge oder unwegsamen Gelände,
- Transport von Personen wie z. B.
  - verletzte, schwer erkrankte oder in Sicherheit zu bringende Personen,
  - Spezialeinheiten, z. B. SEK-Gruppen,
  - hochgestellten Politikern oder Funktionsträgern,
- Aufklärung polizeilicher Großlagen wie risikobehafteten Demonstrationen oder Staatsbesuchen.

Ferner ist auch eine Mitwirkung bei der Brandbekämpfung mittels Löschwasser-Außenlastbehälter, oft mit Unterstützung sog. Flughelfer, möglich.

## Organisation in Deutschland

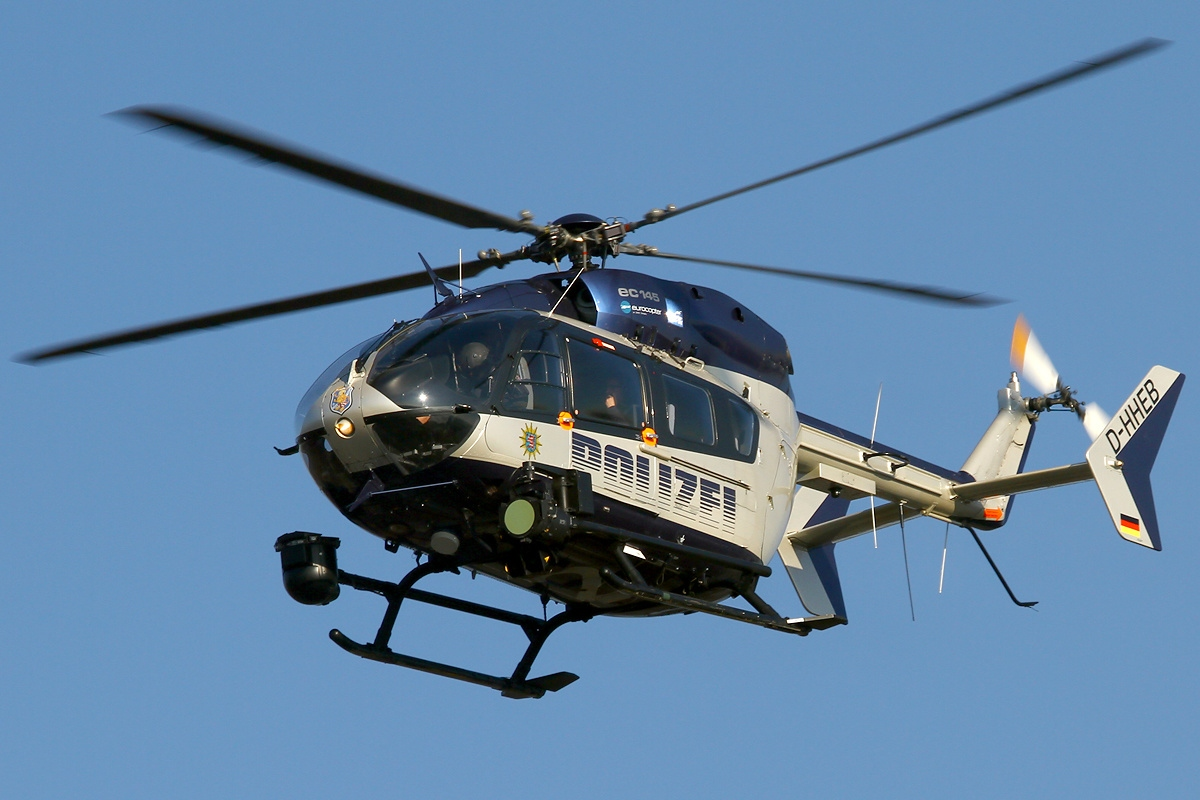
Eurocopter EC-145 im Einsatz für die hessische Landespolizei

Die deutschen Polizeien verfügen über diverse Polizeihubschrauberstaffeln. Die Landespolizeien haben mit Ausnahme der Polizei Bremen, der Polizei im Saarland und Polizei Schleswig-Holstein je eine Polizeihubschrauberstaffel. Bei der Polizei Mecklenburg-Vorpommern ist die Hubschrauberstaffel – zwei Eurocopter EC 135 – Teil der Wasserschutzpolizei Mecklenburg-Vorpommern. Bei der Polizei Hessen und Polizei Nordrhein-Westfalen lautet die Bezeichnung Polizeifliegerstaffel, da hier jeweils zwei Flächenflugzeuge zum Einsatz kommen.
Die größte Flotte einer Polizei in Deutschland hat die Bundespolizei. Die größte Flotte einer Landespolizei hat die Polizeifliegerstaffel Nordrhein-Westfalen mit sieben Hubschraubern und zwei Flächenflugzeugen. Die größte Hubschrauberflotte einer Landespolizei hat die Polizeihubschrauberstaffel Bayern mit acht Maschinen.
Die Bundespolizei verfügt über die Bundespolizei-Fliegergruppe mit Sitz in Sankt Augustin und ist die vorgesetzte Dienststelle für den Flugdienst der Bundespolizei. Ihr unterstellt sind vier Bundespolizei-Fliegerstaffeln mit Sitz in Fuhlendorf, Blumberg, Fuldatal, Oberschleißheim, der Luftfahrtbetrieb (früher: Bundespolizei-Fliegerstaffel Sankt Augustin) sowie der in Sankt Augustin ansässige Instandhaltungsbetrieb (früher: Zentrale Instandhaltungsstaffel ZIST) und die Luftfahrerschule für den Polizeidienst in Bonn-Hangelar.
Die Hubschrauberbesatzung besteht beim Flug nach Sichtflugregeln (VFR) in der Regel aus einem Piloten und einem Flugtechniker – früher: Bordwart, beim Flug nach Instrumentenflugregeln (IFR) immer aus zwei Piloten und gegebenenfalls zusätzlich einem Flugtechniker bzw. einem sog. Operator, welcher die Wärmebildkamera bedient.

### Liste der Hubschrauberstaffeln der Bundespolizei und Landespolizeien
Die Bundespolizei und die Bundesländer unterhalten folgende Hubschrauberstaffeln (Stand März 2012 mit späteren Ergänzungen):
|                               | Polizei                | Rufzeichen     | Stationierung           | Flotte                                                                                                   |
| ----------------------------- | ---------------------- | -------------- | ----------------------- | --- |
| Wappen Bundesrepublik         | Bundespolizei          | Pirol          | Sankt Augustin          | Eurcopter 120 Colibri (Schulungshubschrauber) Eurcopter EC135 T2+ Eurcopter EC155 B AS 332 L1 Super Puma |
| Wappen Bundesrepublik         | Bundespolizei          | Pirol          | Fuhlendorf              | Eurcopter 120 Colibri (Schulungshubschrauber) Eurcopter EC135 T2+ Eurcopter EC155 B AS 332 L1 Super Puma |
| Wappen Bundesrepublik         | Bundespolizei          | Pirol          | Ahrensfelde-Blumberg    | Eurcopter 120 Colibri (Schulungshubschrauber) Eurcopter EC135 T2+ Eurcopter EC155 B AS 332 L1 Super Puma |
| Wappen Bundesrepublik         | Bundespolizei          | Pirol          | Fuldatal                | Eurcopter 120 Colibri (Schulungshubschrauber) Eurcopter EC135 T2+ Eurcopter EC155 B AS 332 L1 Super Puma |
| Wappen Bundesrepublik         | Bundespolizei          | Pirol          | Oberschleißheim         | Eurcopter 120 Colibri (Schulungshubschrauber) Eurcopter EC135 T2+ Eurcopter EC155 B AS 332 L1 Super Puma |
| Wappen Baden-Württemberg      | Baden-Württemberg      | Bussard        | Stuttgart, Rheinmünster | 6 Airbus Helicopters H145 D-3                                                                            |
| Wappen Bayern                 | Bayern                 | Edelweiß       | München 1, Roth 2       | 8 Eurcopter EC135 P3 2 Airbus Helicopters H145 D-3 (sechs weitere bestellt)                              |
| Wappen Berlin                 | Berlin                 | Pirol Berlin 3 | Ahrensfelde-Blumberg    | 1 Eurcopter EC135 T2                                                                                     |
| Wappen Brandenburg            | Brandenburg            | Adebar         | Ahrensfelde-Blumberg    | 2 Eurcopter EC135 P2+                                                                                    |
| Wappen Hamburg                | Hamburg                | Libelle        | Hamburg-Fuhlsbüttel     | 2 Eurcopter EC135 P2                                                                                     |
| Wappen Hessen                 | Hessen                 | Ibis           | Egelsbach               | 3 Eurocopter EC145                                                                                       |
| Wappen Mecklenburg-Vorpommern | Mecklenburg-Vorpommern | Merlin         | Rostock-Laage           | 2 Eurcopter EC135 P1 2 Airbus Helicopters H145 D-3 (bestellt)                                            |
| Wappen Niedersachsen          | Niedersachsen          | Phoenix        | Hannover, Rastede       | 2 MD 902 2 Eurcopter EC135 P2+ 2 Airbus Helicopters H145 D-3 (bestellt)                                  |
| Wappen Nordrhein-Westfalen    | Nordrhein-Westfalen    | Hummel         | Düsseldorf, Dortmund    | 6 Airbus Helicopters H145 D-3 (retrofit)                                                                 |
| Wappen Rheinland-Pfalz        | Rheinland-Pfalz        | Sperber        | Koblenz-Winningen       | 2 Eurcopter EC135 P2+ 2 Airbus Helicopters H145 D-3                                                      |
| Wappen Sachsen                | Sachsen                | Passat         | Dresden                 | 3 Eurcopter EC135 T2/T2e                                                                                 |
| Wappen Sachsen-Anhalt         | Sachsen-Anhalt         | Ikarus         | Magdeburg               | 2 Airbus Helicopters H145 D-2                                                                            |
| Wappen Thüringen              | Thüringen              | Habicht        | Erfurt                  | 2 Eurocopter EC145                                                                                       |

### Vorfälle
- 6. August 1996: Absturz eines MBB BO 105 der Hamburger Polizei in die Lübecker Bucht bei einer Übung. Alle fünf Besatzungsmitglieder kamen ums Leben.[9]
- 24. November 1999: Absturz einer EC135P1 (Kennzeichen D-HMVB) der Polizeihubschrauberstaffel Mecklenburg-Vorpommern in der Nähe des Stavenhagener Ortsteils Basepohl nach einer Kollision mit Bäumen. Tödlich verletzt wurden drei der vier Besatzungsmitglieder.[10]
- 17. Januar 2005: Absturz eines Sokol W-3A der sächsischen Polizei nahe Thalheim. Zwei der fünf Menschen an Bord kamen ums Leben.[11]
- November 2007: Notlandung eines MD 900 (Kennzeichen D-HPNB, Rufzeichen Phoenix 92) der Polizei Niedersachsen auf dem Flughafen Hannover-Langenhagen beim Rückflug von einem Einsatz. Ursache des Unfalls mit drei leicht Verletzten war ein technischer Defekt am NOTAR-System. An der Maschine entstand Totalschaden.[12]
- Januar 2010: Absturz eines MD 902 (Kennzeichen D-HPND, Rufzeichen Phoenix 94) der Polizei Niedersachsen auf einem schneebedeckten Acker nahe Elze (Wedemark) während eines Übungsflugs. Ursache des Unfalls mit drei leicht Verletzten war ein Pilotenfehler, vermutlich durch „diffuse Lichtverhältnisse“ (Whiteout). An der Maschine entstand Totalschaden.[13]
- 10. Mai 2011: Absturz eines MD 900 der Polizei Baden-Württemberg in Engelsbrand bei Pforzheim. Drei Personen an Bord wurden schwer verletzt, der Hubschrauber zerstört.[14]
- März 2013: Flugunfall am Berliner Olympiastadion
- Februar 2016: Absturz eines EC 135 T2+ (Kennzeichen D-HVBB) der Bundespolizei in Bimöhlen, nahe dem Bundespolizei-Heliport Fuhlendorf, während eines Nachtsicht-Übungsflugs. Bei dem Unfall wurden der Pilot sowie der System-Operator tödlich und der Copilot schwer verletzt, an der Maschine entstand Totalschaden. Als ursächlich nennt der Untersuchungsbericht der Bundesstelle für Flugunfalluntersuchung einen „Kontrollverlust“ des steuernden Piloten über das Fluggerät.[15]

### Ausrüstung

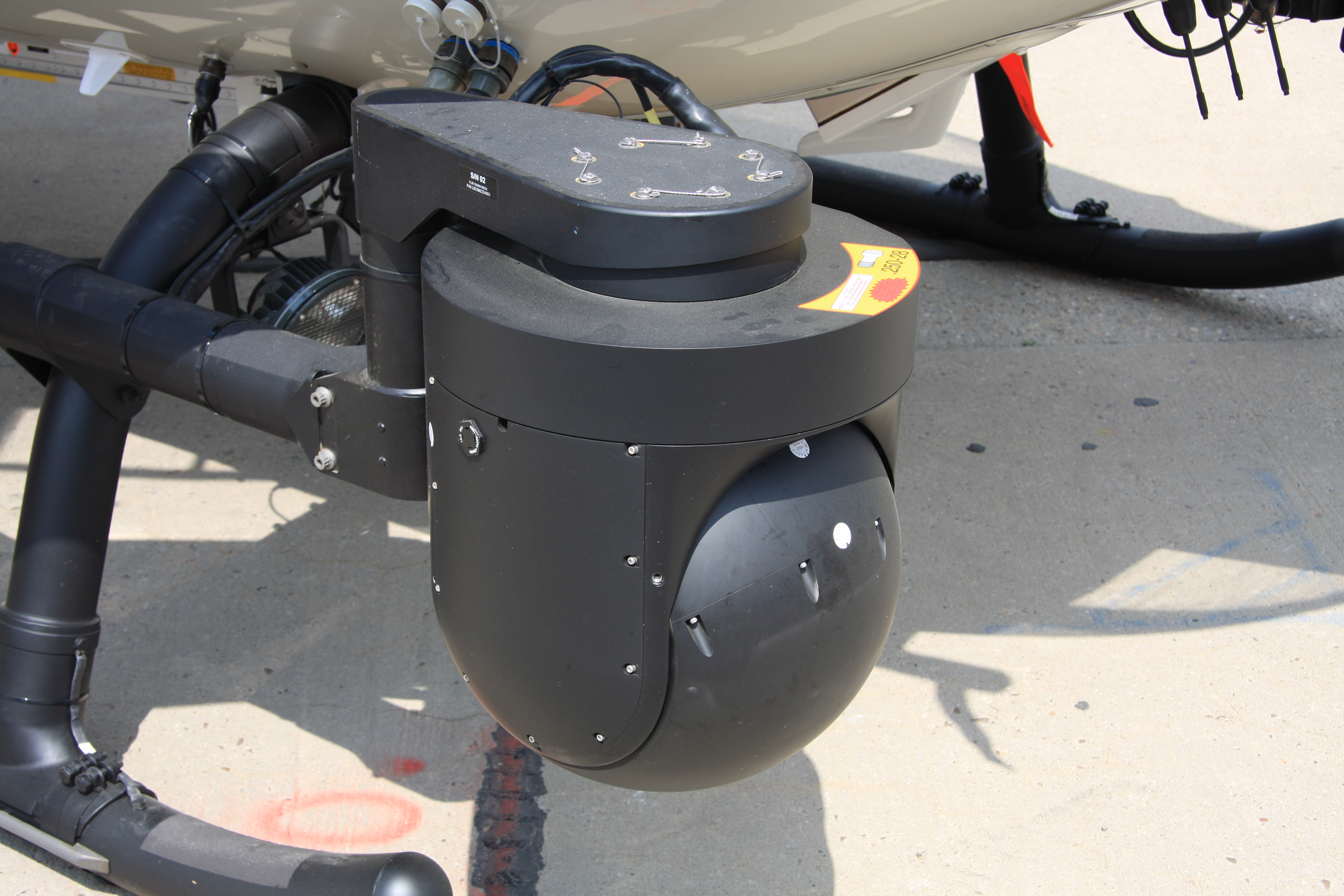
Wärmebildgerät

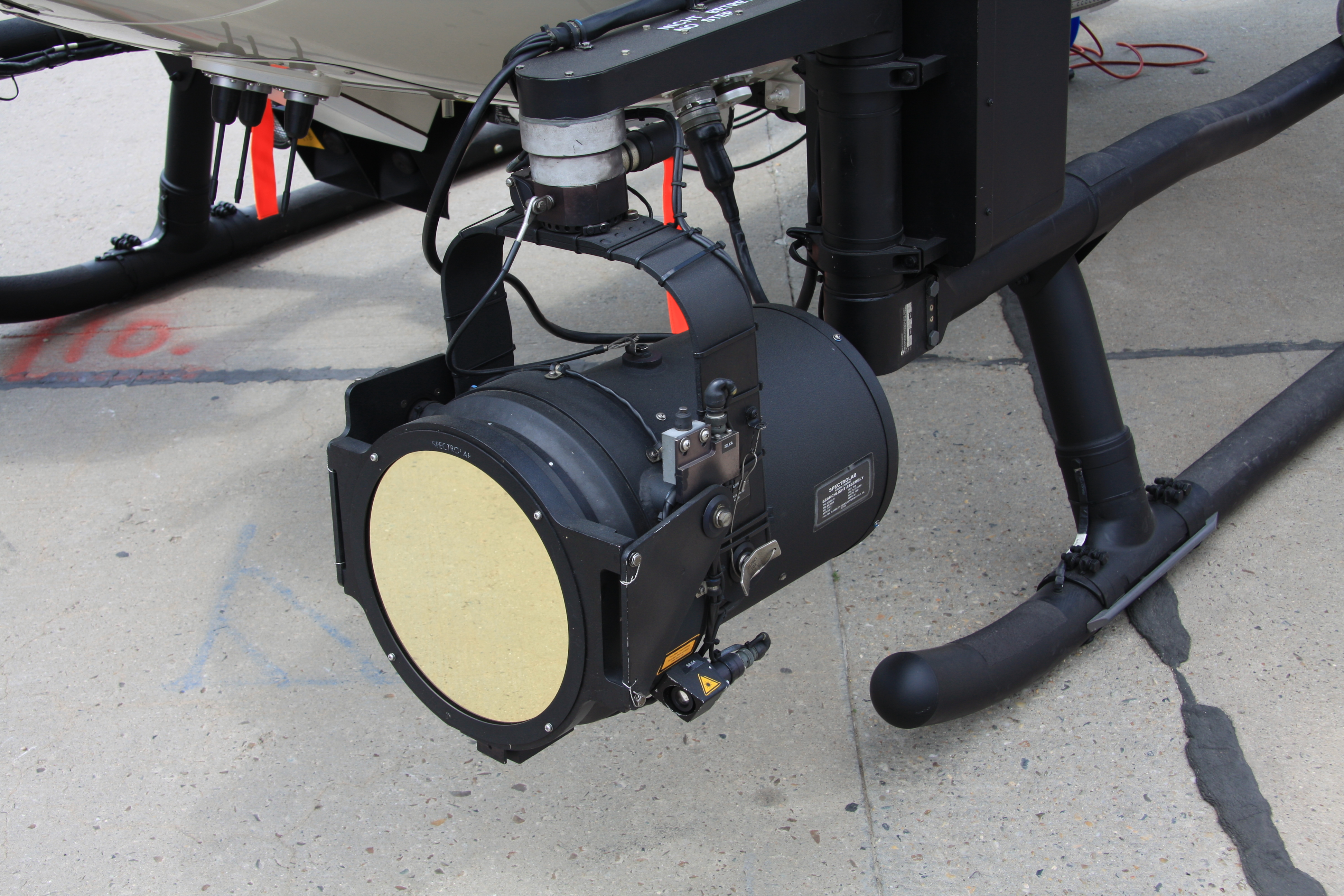
Suchscheinwerfer

Zur polizeilichen Ausrüstung gehören in Deutschland u. a.:
- ein kreiselstabilisiertes Fernglas
- Restlichtverstärkerbrille
- Nachtsichtgerät
- BOS-Funk
- Suchscheinwerfer
- Wärmebildsichtanlage
- FLIR-Anlage
- Seilwinde
- Helicopter Laser Radar
- teilweise auch umfassendes Rettungsgerät
- teilweise eine Außensprechanlage
- Taktischer Arbeitsplatz

## Österreich
Das Innenministerium betreibt an 8 Flugeinsatzstellen den Flugdienst der österreichischen Exekutive. Die Hubschrauber der Flugpolizei stehen neben den polizeilichen Aufgabenstellungen (Fahndungen, Einsätze mit dem EKO Cobra, Sicherungseinsätze bei Großveranstaltungen, …) auch für Unverletztenbergungen, Hilfseinsätze im Rahmen von Brandbekämpfungen sowie Erkundungsflüge für andere Dienststellen der Länder (Lawinenwarndienst, Geologische Untersuchungen nach Felsstürzen, …) zur Verfügung. Neben verschiedenen Typen der Firma Eurocopter (21 Stück) ist auch ein Bell 206 B JetRanger im Einsatz.
Standorte
Die Standorte der Flugpolizei werden als Flugeinsatzstellen (FESt) bezeichnet. Größter Standort ist die Flugeinsatzstelle Wien-Meidling, wo sich auch die Zentrale der österreichischen Flugpolizei sowie die eigene Hubschrauberflugschule des Bundesministeriums für Inneres befindet. Der FESt Wien ist auch als einziger Flugeinsatzstelle Österreichs eine Außenstelle angegliedert, die sich seit 2010 am Flughafen Wien befindet und unter anderem Flughafenüberwachungsflüge absolviert.
- FESt Wien (Meidlinger Kaserne)
  - Außenstelle Schwechat (Flughafen Wien)
- FESt Linz (Flughafen Linz)
- FESt Salzburg (Flughafen Salzburg)
- FESt Innsbruck (Flughafen Innsbruck)
- FESt Hohenems (Flugplatz Hohenems-Dornbirn)
- FESt Klagenfurt (Flughafen Klagenfurt)
- FESt Graz (Flughafen Graz)

## Schweiz
Der Helikopter der Kantonspolizei Zürich ist der einzige Polizeihubschrauber in der Schweiz. Er ist seit dem Jahr 2015 im Einsatz.

## Galerie

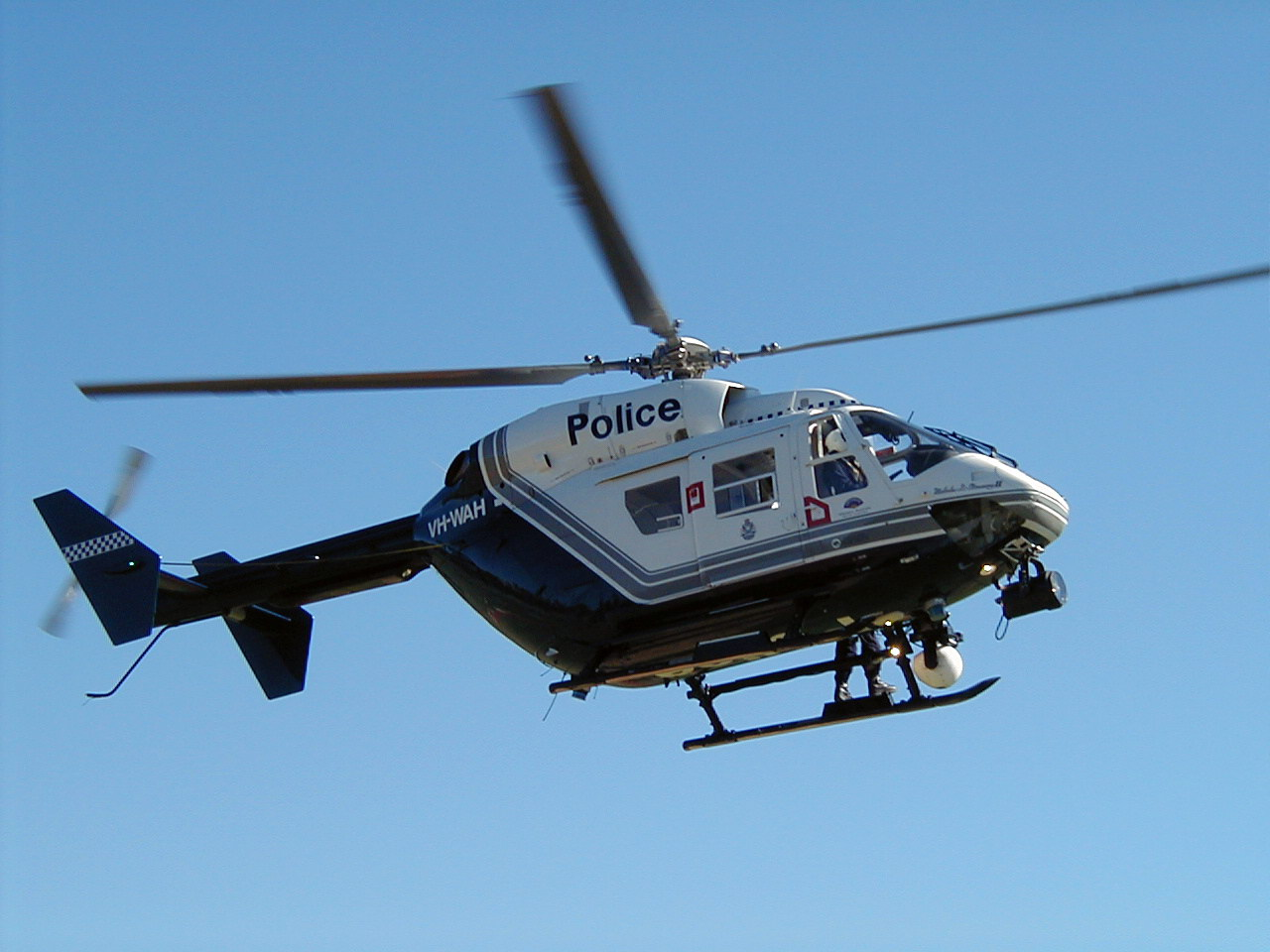
Kawasaki MBB/Kawasaki BK 117 in West-Australien
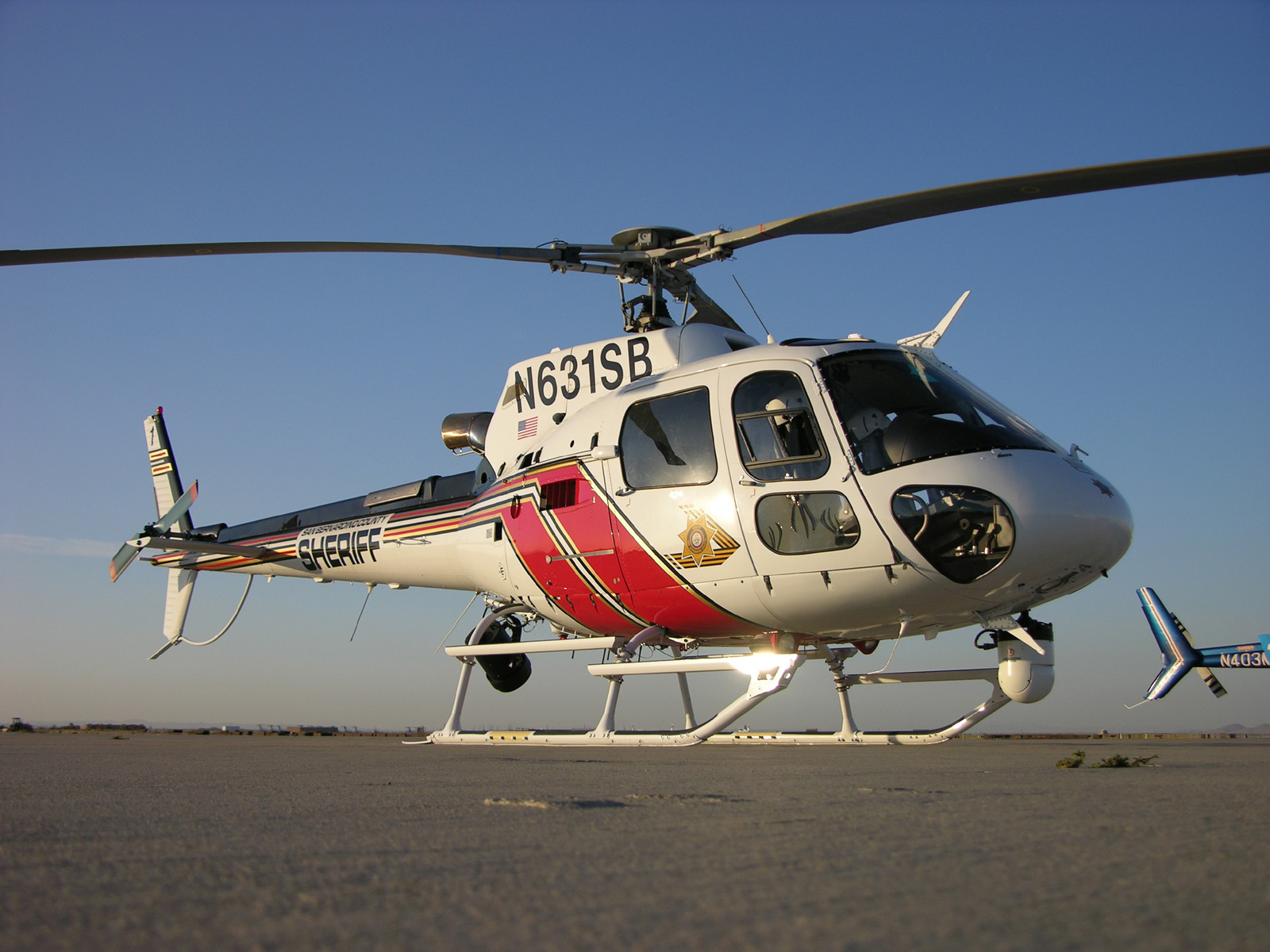
San Bernardino County Sheriff’s Department in Victorville (Kalifornien)
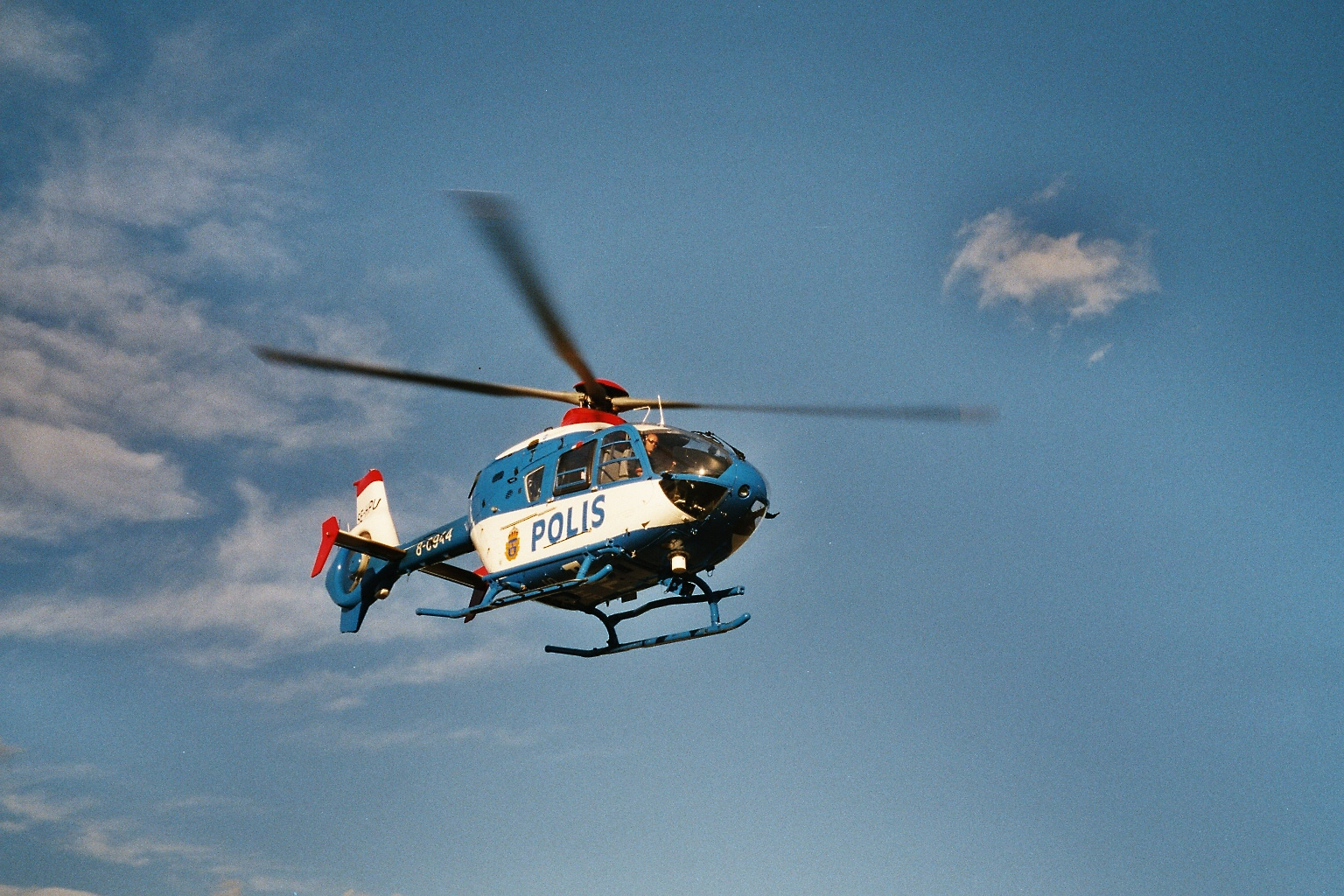
Hubschrauber der schwedischen Polizei
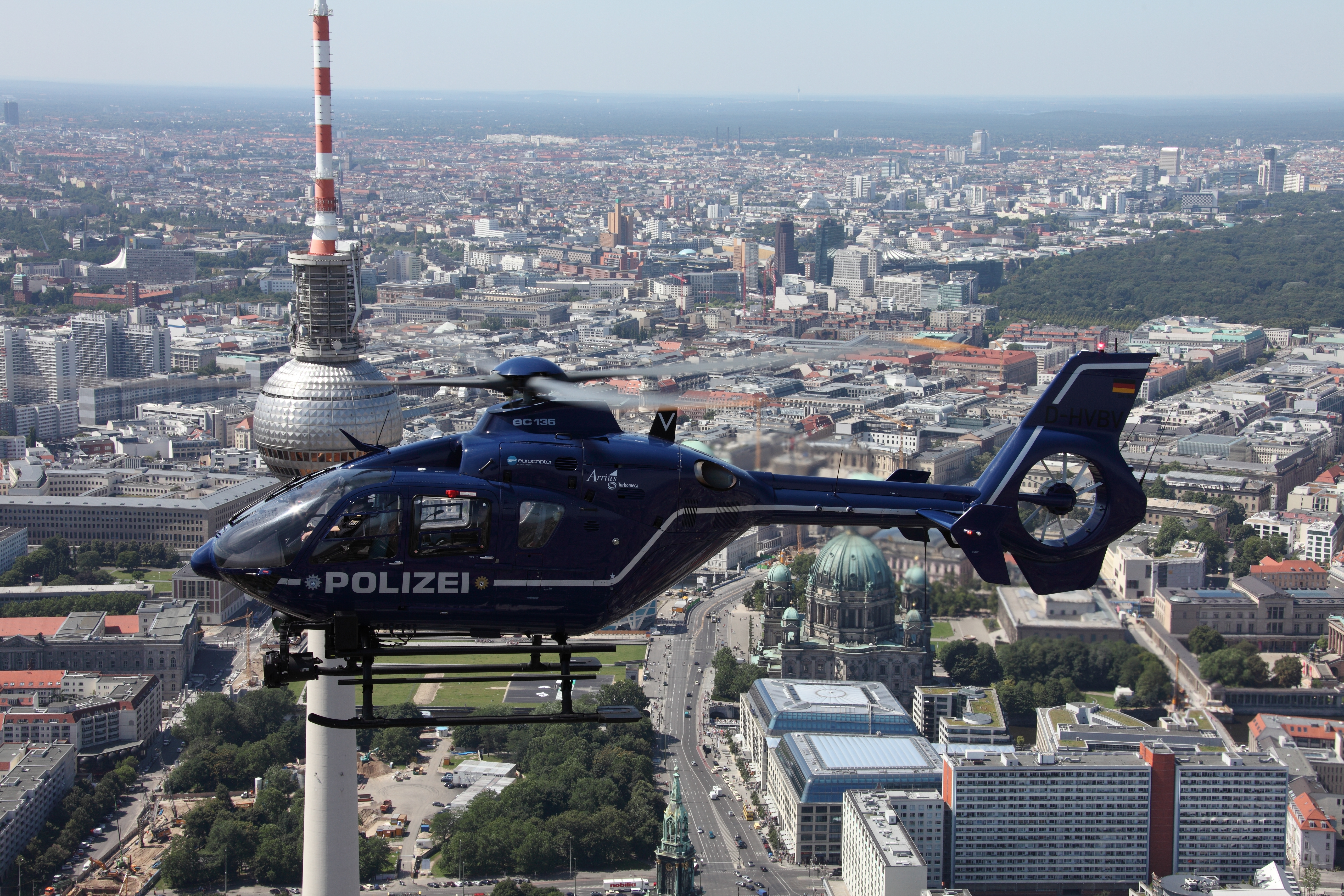
Hubschrauber der Polizei Berlin, Eurocopter EC 135
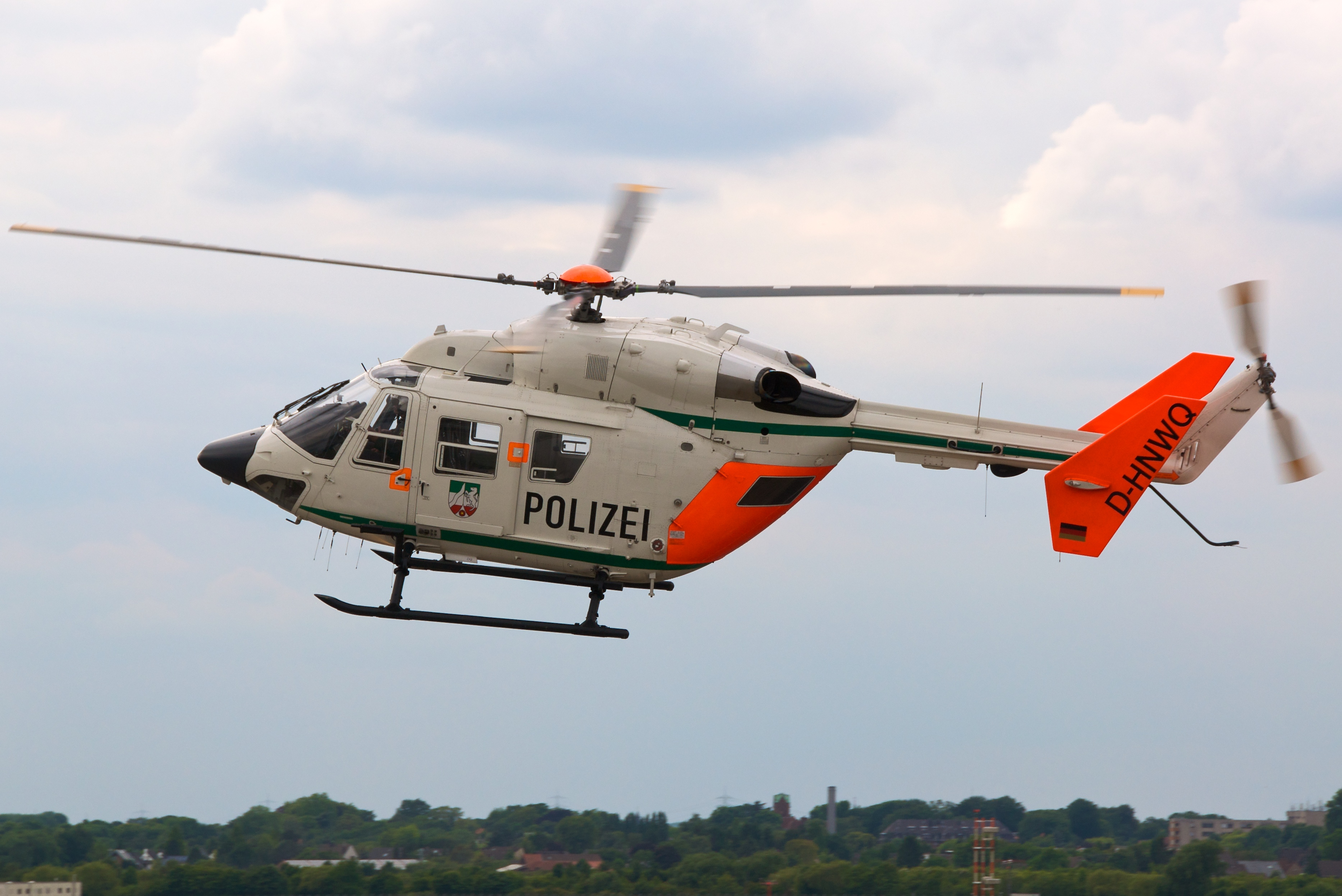
BK 117C-1 Polizeifliegerstaffel NRW
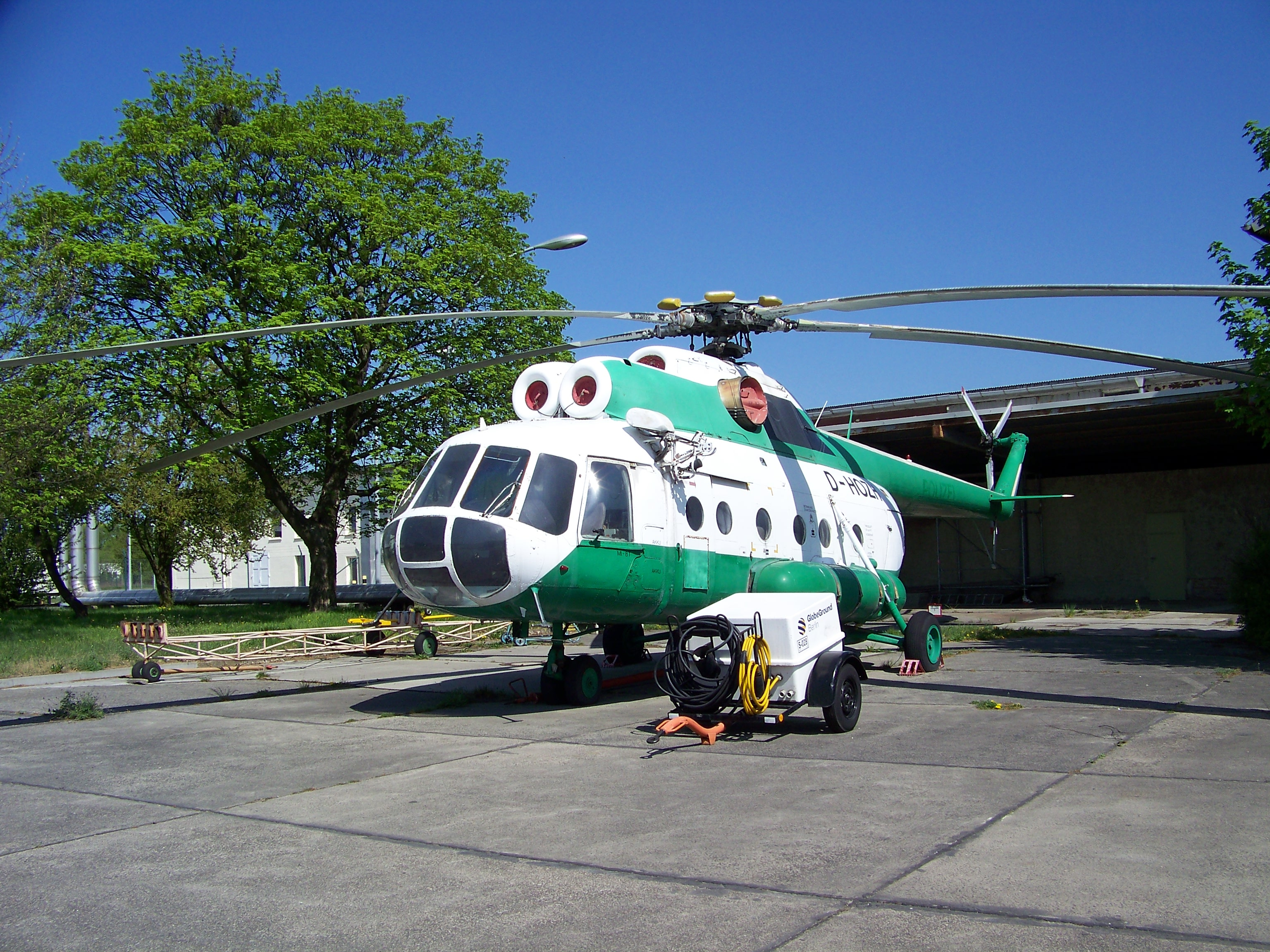
Mil-Mi 8 T D-HOZH (ehemals Polizei)
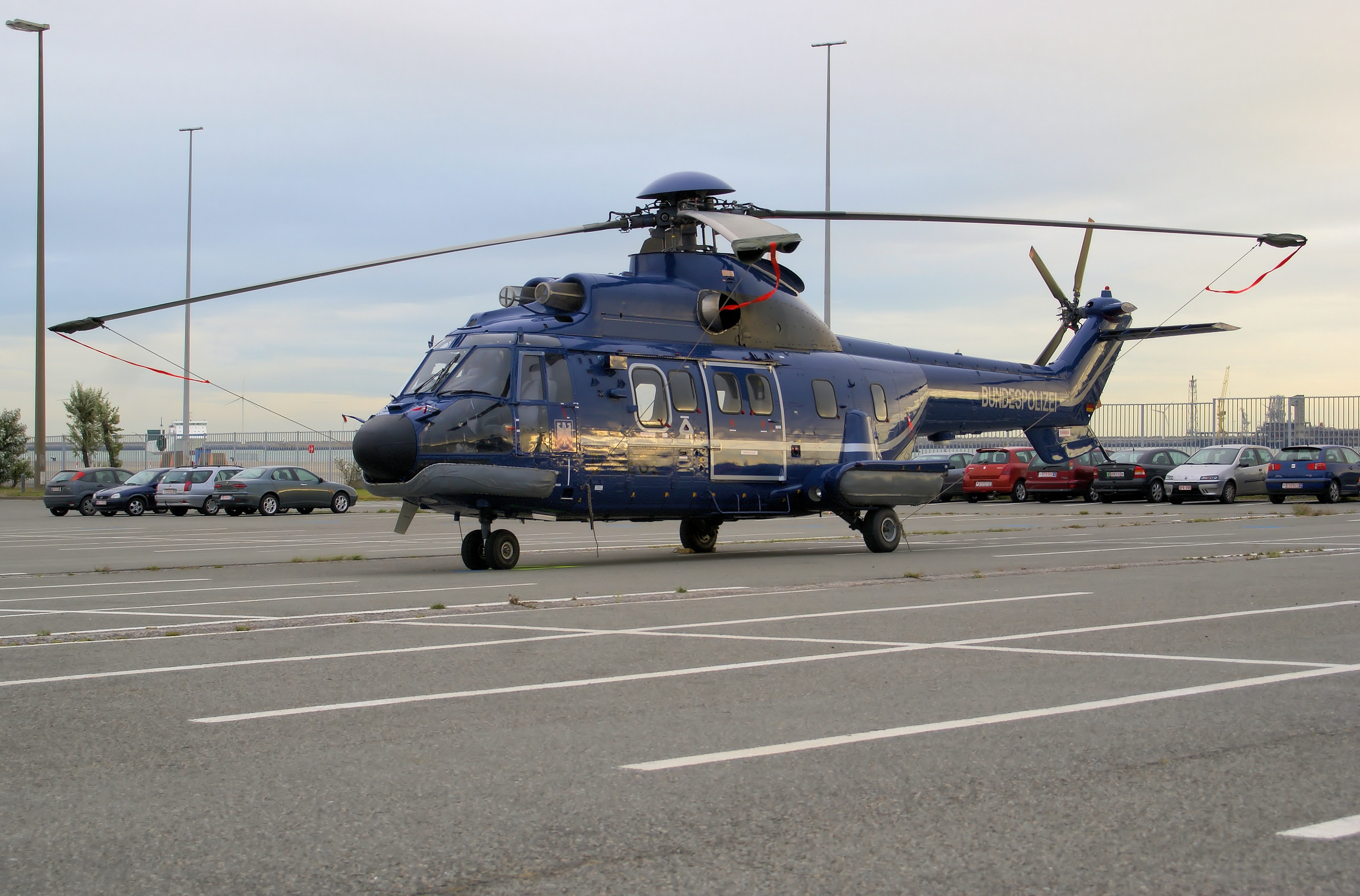
AS 332 L1 Super Puma der Bundespolizei
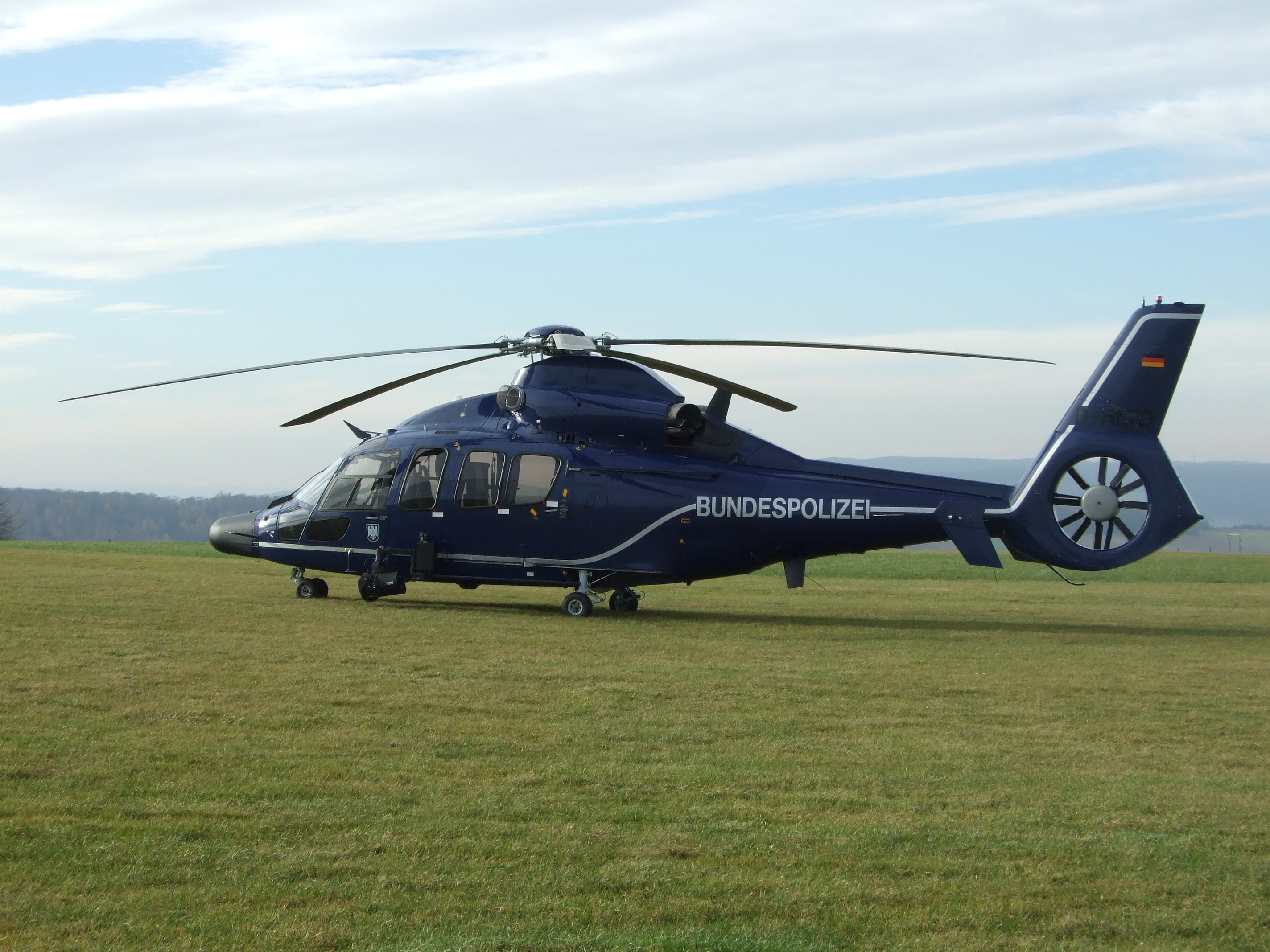
EC 155 der Bundespolizei auf dem Flugplatz Bad Gandersheim
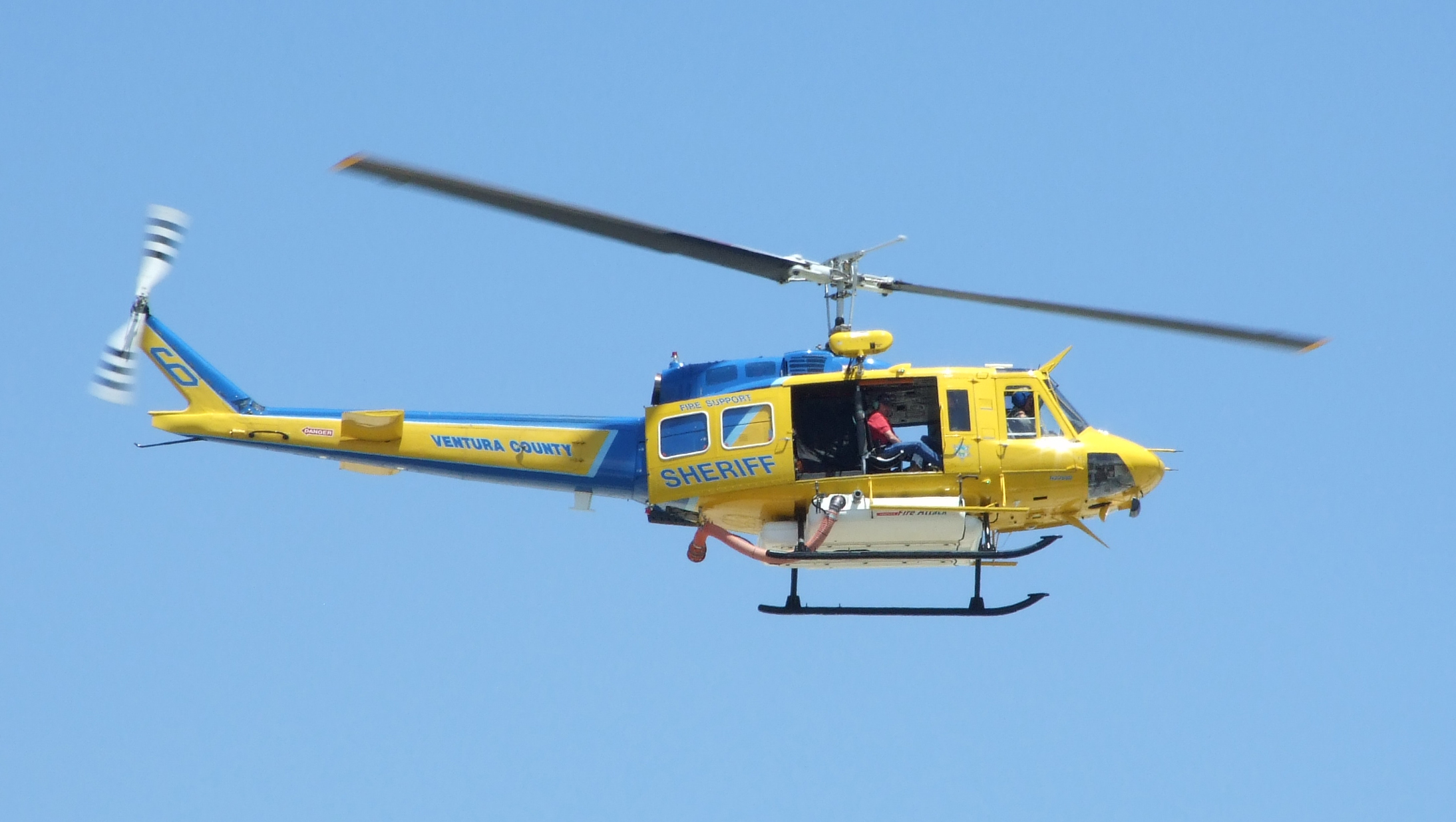
Bell HH-1H Iroquois der Löscheinheit des Ventura County Sheriff Departments (Kalifornien)
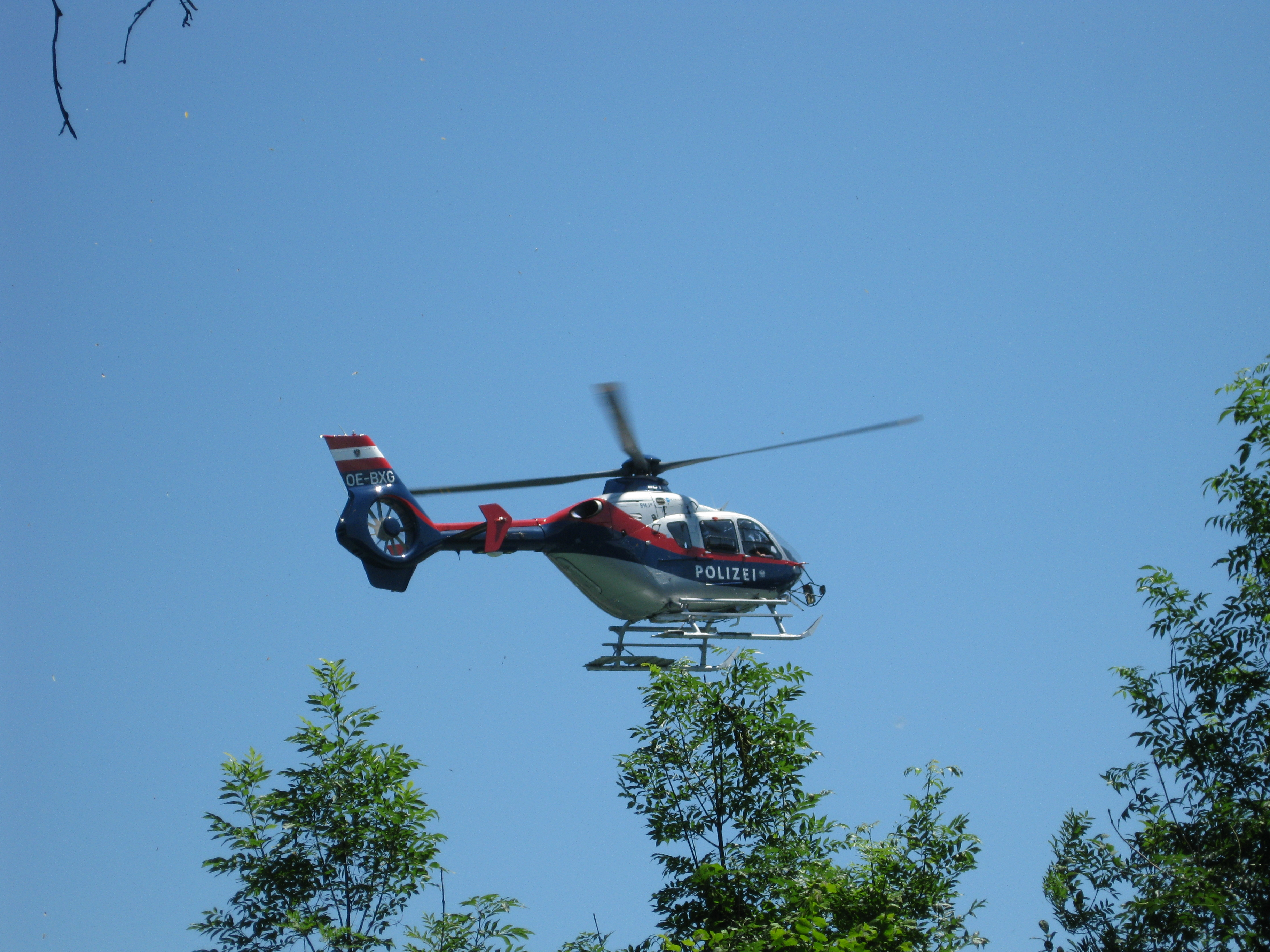
Österreichischer Polizeihubschrauber Eurocopter EC 135
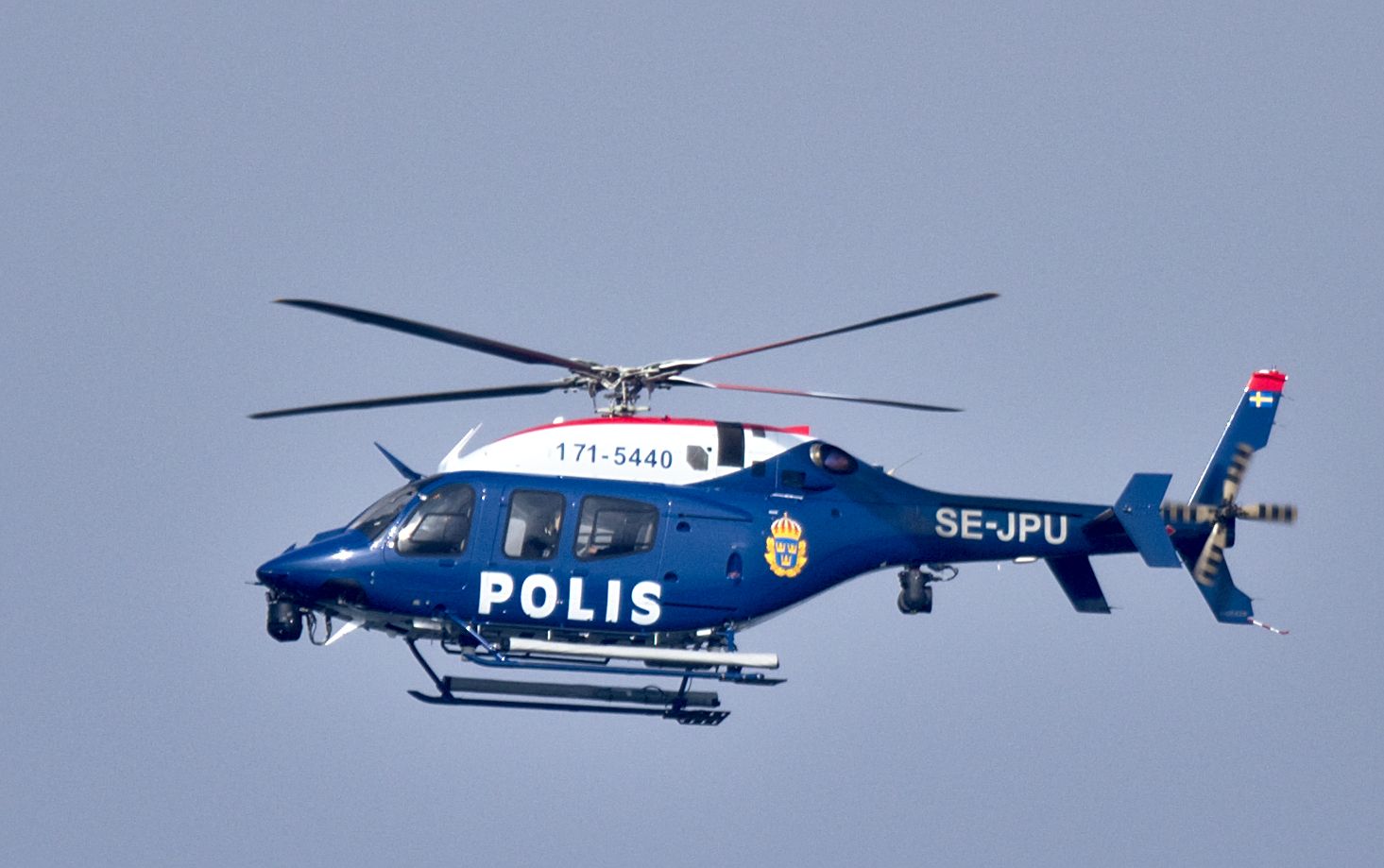
Bell 429 der Polisflyget (Polizei Schweden)
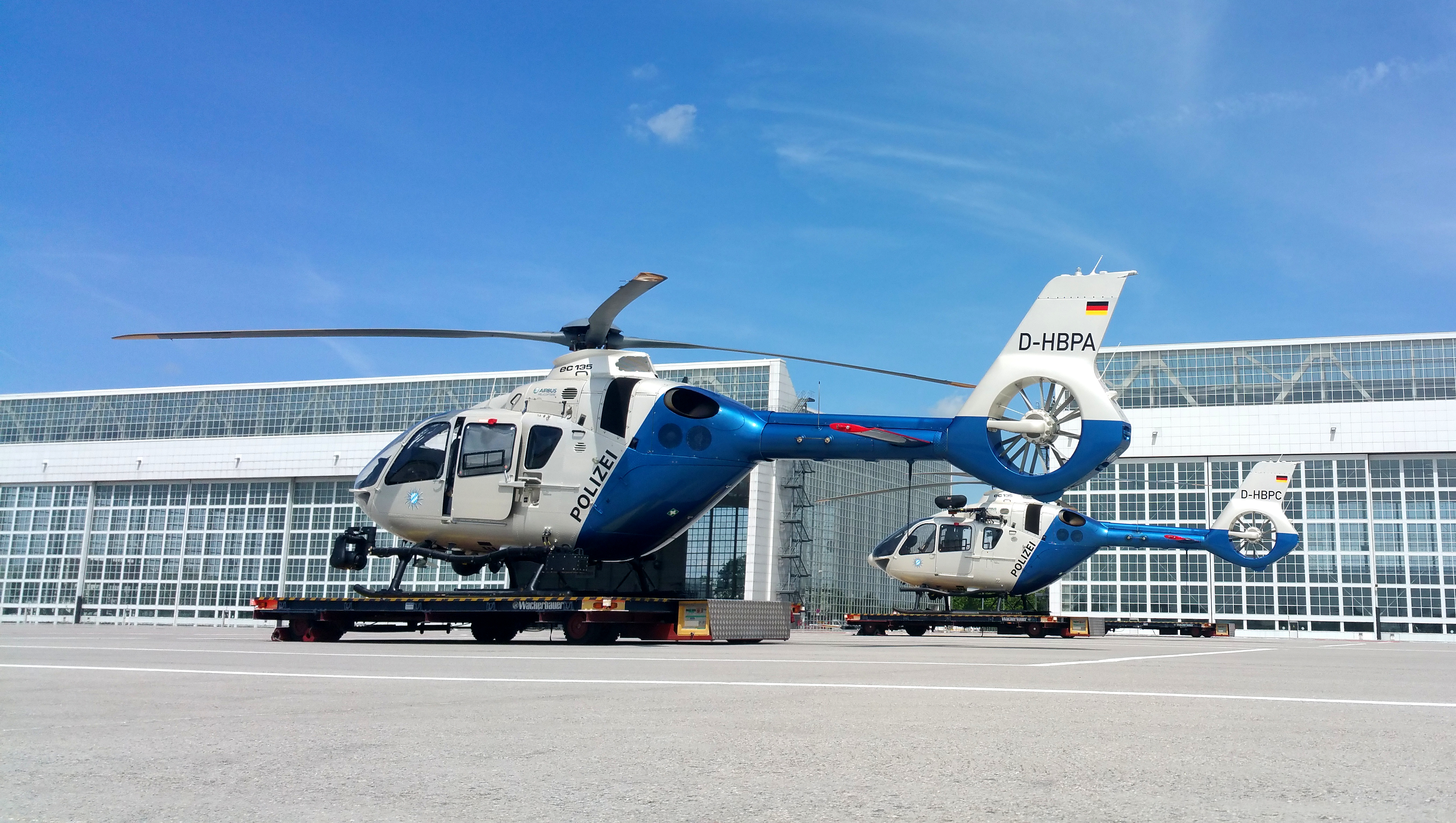
EC 135 P3 der Polizeihubschrauberstaffel Bayern